# Triplophysa bombifrons
Triplophysa bombifrons är en fiskart som först beskrevs av Herzenstein, 1888.  Triplophysa bombifrons ingår i släktet Triplophysa och familjen grönlingsfiskar. Inga underarter finns listade i Catalogue of Life.